# Euptoieta columbina
Euptoieta columbina är en fjärilsart som beskrevs av Herbst. Euptoieta columbina ingår i släktet Euptoieta och familjen praktfjärilar. Inga underarter finns listade i Catalogue of Life.